# 東京都ラグビーフットボール協会
東京都ラグビーフットボール協会（とうきょうとラグビーフットボールきょうかい、Tokyo Rugby Football Union）は東京都を管轄する日本ラグビーフットボール協会の地域協会の一つ。

## 主催大会
- 全国高校ラグビーフットボール大会東京都予選
- 東京都高校春季大会
- 東京都高校新人大会
- 東京都中学秋季大会
- 東京都中学春季大会
- 東京都中学新人大会
- 東京都ラグビースクール・ジュニアクラブU13秋季大会
- 東京都ラグビースクール・ジュニアクラブU15秋季大会
- サントリーカップ全国小学生タグラグビー選手権大会多摩地区予選
- サントリーカップ 全国小学生タグラグビー選手権大会武蔵野地区予選
- サントリーカップ全国小学生タグラグビー選手権大会23区予選
- 東京都ラグビースクール・ジュニアクラブU13春季交流会
- 東京都ラグビースクール・ジュニアクラブU15・U13春季大会
- 東京都ラグビースクール・ジュニアクラブ新人大会
- 春季東京都ミニラグビー交流大会
- 東京都クラブ選手権大会